# Polyrhachis tschu
Polyrhachis tschu é uma espécie de formiga do gênero Polyrhachis, pertencente à subfamília Formicinae.